# 群馬県道28号高崎東吾妻線
群馬県道28号高崎東吾妻線（ぐんまけんどう28ごう たかさきひがしあがつません）は、群馬県高崎市下小鳥町から吾妻郡東吾妻町大字原町を結ぶ県道（主要地方道）である。
以前は高崎榛名吾妻線という路線名であったが、高崎市合併に伴い現在の路線名に変更された。

## 概要
高崎市の中心部と東吾妻町をほぼ直線に結ぶ道路ではあるが、中間は榛名山頂付近の榛名湖畔を通過する山道であり、また高崎市街側の松之沢峠付近は狭隘区間となっており大型車が通行できないため、両地域を直接結ぶための道路としての役割は弱い。
高崎市中心部と高崎市箕郷町地区を結ぶ道路としてはメインルートに当たり、両地域を連絡するバス路線も、主にこの道路を通っている。一方、高崎市中心部と榛名湖畔を結ぶバス路線は、前述の狭隘区間がある為にこの道路ではなく群馬県道29号あら町下室田線・群馬県道211号安中榛名湖線・群馬県道33号渋川松井田線を経由している（箕郷町地区と榛名湖畔を直接結ぶバス路線は設定されていない）。
一方、榛名山頂から東吾妻町に至る区間は全線が2車線で、登坂車線も整備されているが、バス路線の設定はない。

### 路線データ
- 起点：高崎市下小鳥町字立川1277番地先（国道17号交点：下小鳥町交差点）[1]
- 終点：吾妻郡東吾妻町大字原町（国道145号交点：御殿交差点）[注釈 1]
- 重要な経過地：群馬郡箕郷町[注釈 2]、同郡榛名町[注釈 2]

## 歴史
- 1959年（昭和34年）9月18日：群馬県より現・道路法に基づき、前身にあたる県道高崎榛名富士線（高崎市下小鳥町 - 群馬郡箕郷町 - 同郡榛名町大字榛名山、整理番号7）・県道榛名湖原町線（群馬郡榛名町大字榛名山榛名湖 - 二級国道長野原沼田線交点〈吾妻郡吾妻町大字原町〉）として路線認定される[2]。
  - 同時に、前々身路線にあたる県道原町榛名線（吾妻郡吾妻町大字原町 - 群馬郡榛名町榛名山、整理番号27）、県道高崎箕輪線（高崎市 - 群馬郡箕輪町、整理番号64）が路線廃止される[3]。
- 1972年（昭和47年）3月31日：群馬県より、県道高崎榛名吾妻線（高崎市 - 群馬郡箕郷町 - 榛名町 - 吾妻郡吾妻町、整理番号41）として路線認定[4]。
  - 同日、前身の高崎榛名富士線（高崎市 - 群馬郡榛名町大字榛名山、整理番号5）、榛名湖原町線（群馬郡榛名町大字榛名山榛名湖 - 吾妻郡吾妻町大字原町、整理番号64）を廃止[5]。
- 1993年（平成5年）5月11日：建設省から、県道高崎榛名吾妻線が高崎榛名吾妻線として主要地方道に指定される[6]。
- 2006年（平成18年）10月1日：路線名を高崎東吾妻線に変更[7]。

## 路線状況

### 重複区間
- 群馬県道25号高崎渋川線（高崎市下小鳥町 地内）
- 群馬県道26号高崎安中渋川線（高崎市箕郷町東明屋 地内）
- 群馬県道154号新井下室田線（高崎市箕郷町矢原 - 高崎市箕郷町松之沢）
- 群馬県道33号渋川松井田線（高崎市榛名湖町 地内）

## 地理

### 通過する自治体
- 高崎市
- 吾妻郡東吾妻町

### 交差する道路

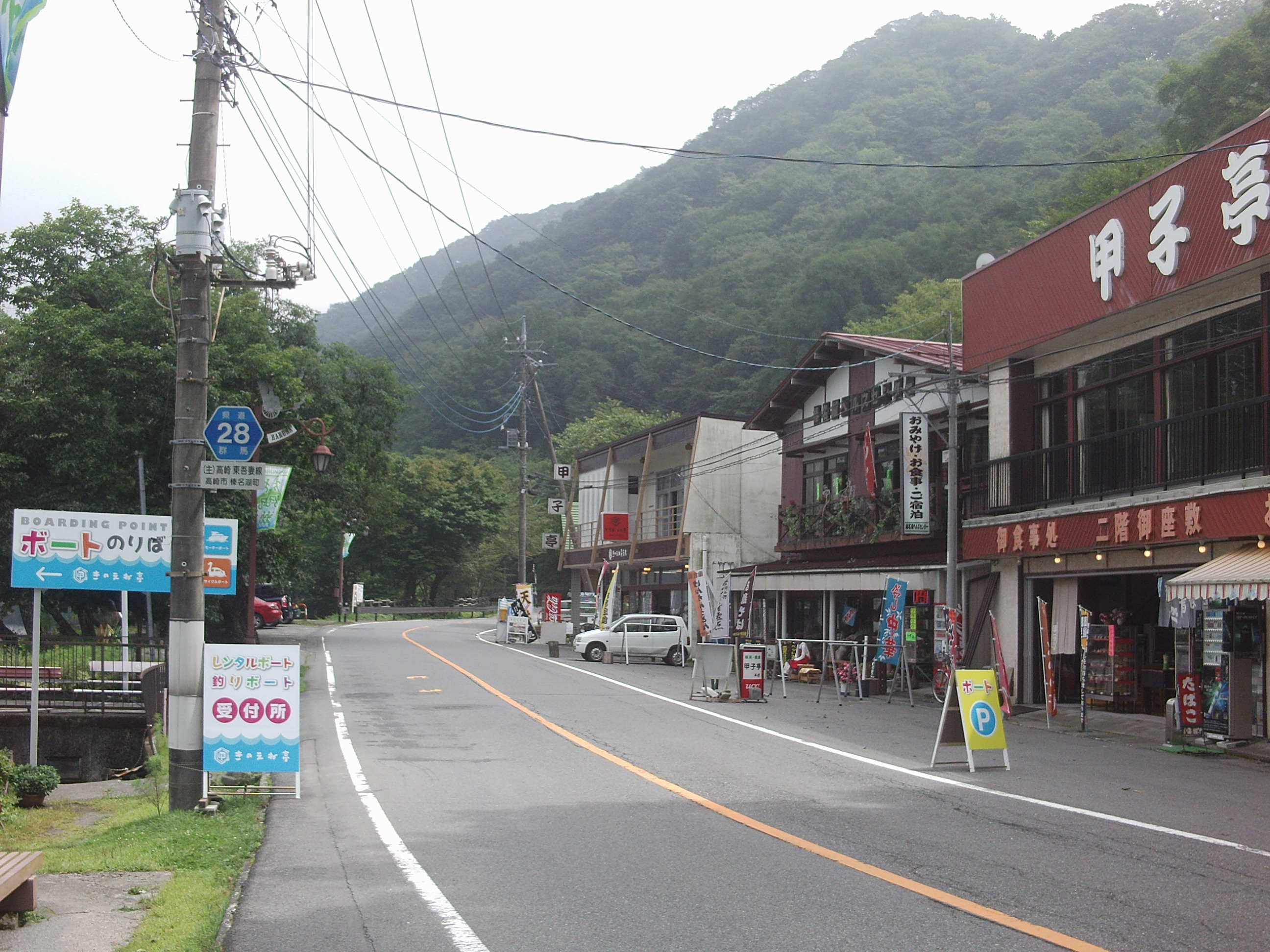
榛名湖周辺の観光街。

- 国道17号・群馬県道25号高崎渋川線（高崎市下小鳥町・下小鳥町交差点、起点）
- 群馬県道25号高崎渋川線（高崎市下小鳥町）
- 高崎市道高崎環状線（高崎市下小鳥町・下小鳥町西交差点）
- 群馬県道10号前橋安中富岡線（高崎市浜川町・浜川町交差点）
- 群馬県道137号箕郷板鼻線（高崎市箕郷町上芝・上芝東交差点）
- 群馬県道6号前橋箕郷線（高崎市箕郷町西明屋・西明屋東交差点）
- 群馬県道26号高崎安中渋川線（高崎市箕郷町東明屋）
- 群馬県道26号高崎安中渋川線（高崎市箕郷町東明屋）
- 群馬県道154号新井下室田線（高崎市箕郷町矢原）
- 群馬県道154号新井下室田線（高崎市箕郷町松之沢）
- 群馬県道33号渋川松井田線（高崎市榛名湖町）
- 群馬県道126号榛名山箕郷線（高崎市榛名湖町）
- 群馬県道33号渋川松井田線（高崎市榛名湖町）
- 群馬県道58号中之条東吾妻線・群馬県道237号郷原停車場線（東吾妻町大字厚田・厚田交差点）
- 群馬県道35号渋川東吾妻線（東吾妻町大字原町）
- 国道145号（群馬県道234号下沢渡原町線 重複）（東吾妻町大字原町、終点）